# اقبال بانو
اقبال بانو (به انگلیسی: Iqbal Bano؛ زاده ۱۹۳۵ در دهلی – درگذشته ۲۱ آوریل ۲۰۰۹، در لاهور) خوانندهٔ بسیار تحسین‌شدهٔ شیوه غزل اهل پاکستان بود. او بیشتر به خاطر ترانه‌های نیمه کلاسیک غزل به اردو و تامری‌های کلاسیک شهرت داشت، اما در فیلم‌های دهه ۱۹۵۰ عددی ترانه‌های ساده و عوامانه‌ای هم می‌خواند. بهترین و مشهورترین اثر اقبال بانو خوانندگی غزل‌های شاعر بزرگ اردو، فیض احمد فیض است.
وی بین سال‌های ۱۹۴۰ تا ۲۰۰۷ میلادی فعالیت می‌کرد.

## جوایز
- او در ۱۹۷۴ «نشان حسن عملکرد» (به اردو: تمغائی حسن کارکردگی؛ به انگلیسی: Pride of Performance) را توسط رئیس‌جمهور پاکستان دریافت کرد.[۲]

## درگذشت
اقبال بانو در سن ۷۴ سالگی در ۲۱ آوریل ۲۰۰۹ در لاهور پاکستان پس از یک بیماری کوتاه، درگذشت.

## بزرگداشت
در تاریخ ۲۸ دسامبر ۲۰۱۹، گوگل ۸۱مین سالگرد تولد او را (تولد در ۱۹۳۸) با گوگل دودل جشن گرفت. با این حال، برخی منابع دیگر تاریخ تولد وی را ۲۷ اوت اعلام می‌کنند.